# Nana (manga)
Nana (јап. ナナ) japanska je manga koju je napisala i ilustrovala Ai Jazava. Manga je izlazila u časopisu Cookie, izdavačke kuće Shueisha. Naslov mange potiče od istoimenjakinja, i glavnih heroina ove mange. Nana Komacu je prigradska devojka koja odlazi u Tokio kod svog dečka i društva sa fakulteta, sa nadom da će imati život iz snova. Nana Osaki je bila u popularnom pank rok bendu u svom rodnom gradu. Ona odlazi u Tokio sa ciljem da se iskaže kao pevačica. Dve Nane se upoznaju u vozu na putu ka gradu. Kasnije se opet sreću, gledajući isti stan. Devojke odlučuju da postanu cimerke. Hronologija serije je njihovo prijateljstvo i njihovi životi dok obe teže ka svojim snovima.
Autorka mange je bolesna i dalje se oporavlja. U jednom trenutku, aprila 2010. godine, vratila se iz bolnice, ali je izjavila da ne zna kada će da nastavi mangu.
Nanu je u Severnoj Americi objavila kompanija Viz Media, i to u svom časopisu Shojo Beat. Izdavali su je do avgusta 2007. godine, kako nedeljno tako i u tankobon formatu. Manga je takođe bila adaptirana u uspešan igrani film (2005), koji je kasnije dobio nastavak (2006). Adaptirana je i u anime seriju koja se prikazivala od 5. aprila 2006, do 27. marta 2007. godine. Anime je takođe licencirao Viz Media. Engleska verzija se prikazivala od 19. septembra 2009. godine na kanalu Funimation.

## Radnja
Nana Osaki je pank rok pevačica koja hoće da debituje sa svojim bendom, Black Stones (skraćeno BLAST), u kom je ona glavni vokal, a njen dečko Ren, basista. Nana i Ren su živeli zajedno kao par od njene 16-te godine. Kada se Renu pružila prilika da debituje u Tokiju kao zamena člana popularnog benda, Trapnest, Nana odlučuje da nastavi sa BLAST-om, ne želeći samo da bude devojka rok pevača. Nakon nekog vremena, kada je napunila 20 godina, odlazi u Tokio da započne svoju muzičku karijeru.
Nana Komacu, druga Nana, ima naviku da se zaljubi na prvi pogled, i da zavisi od pomoći drugih ljudi. Kada su njeni prijatelji, i tadašnji dečko, otišli za Tokio, ona odlučuje da im se pridruži godinu kasnije, kada je sačuvala dovoljno novca i kada je napunila 20 godina.
Dve Nane se upoznaju pukom slučajnošću u vozu, na putu ka Tokiju. Nakon nekoliko nizova slučajnosti, postaju cimerke u apartmanu br. 707 („nana” znači „sedam” na japanskom jeziku). Uprkos tome što imaju različite ličnosti i ideale, Nane se međusobno poštuju i postaju bliske prijateljice.
Nana Osaki daje Nani Komacu nadimak Hači (nakon Hačiko), zato što je slabe volje i poseduje karakteristike šteneta, i takođe kao šala jer „hači” znači „osam” na japanskom jeziku.
Dok BLAST počinje da stiče popularnost na svirkama, dve Nane se suočavaju sa mnogim problemima, posebno u oblastima prijateljstva i romanse. Priča prati njihove ljubavne probleme; dok jedna traži slavu i priznanje, druga traži ljubav i sreću.

## Mediji

### Manga
Mangu je napisala i ilustrovala Ai Jazava. Objavljivala se u časopisu Cookie od 26. maja 2000. godine, pa sve do 26. maja 2009. godine, kada se serijal zaustavio zbog autorkine bolesti. Jazava se vratila iz bolnice početkom aprila 2010. godine, ali nije specifirala kada i da li će nastaviti mangu. Izdavačka kuća Shueisha je sakupila sva poglavlja i izdala ih u 21 tankobon toma.
U Severnoj Americi, mangu je licencirala Viz Media i objavljivala u svom časopisu Shojo Beat, od jula 2005. do avgusta 2007. godine.

### Filmovi
Nana je adaptirana u dva igrana filma. Prvi, Nana, je bio prikazan 3. septembra 2005. godine. Uloge su tumačili: Mika Nakašima (kao Nana Osaki), Aoi Mijazaki (Nana Komacu), Rjuhei Macuda (Ren Honđo), Tecuči Tamajama (Takumi Ičinose), Hiroki Narimija (Nobuo Terašima), i Keniči Macujama (Šiniči Okazaki). DVD izdanje je izdato 3. marta 2006. godine. Film je imao poprilično dobru recepciju u Japanu, zarađujući preko četiri milijardi jena, i ostao je u top 10 nekoliko nedelja.
Nastavak, Nana 2, je saopšten odmah nakon debitovanja prvog filma. Međutim, 4. avgusta 2006. godine, Toho je saopštio da će snimanje početi sredinom septembra i da će film izaći 9. decembra 2006. godine. Aoi Mijazaki, Rjuhei Macuda i Keniči Macujama se nisu vratili za drugi film, pa su njihove uloge preuzeli Jui Ičikava, Nobuo Kjo i Kanata Hongo. Neke lokacije iz mange su bile promenjene za film, i takođe je bilo mnogo promena u priči. Pored toga, kraj filma ne prati mangu, jer je Nana i dalje u toku.

### Anime
Nana je takođe bila adaptirana u anime seriju. Anime je režisirao Morio Asaka i animirao studio Madhouse. Prvu i treću najavnu, i treću odjavnu špicu izvela je Ana Cučija koja je pevački glas Nane Osaki, a drugu najavnu, i prvu i drugu odjavnu špicu izvela je Olivija Lufkin koja je pevački glas Lejle Serizave. Prvo DVD izdanje je izdato 7. jula, 2006. godine.
Da bi izbegao filere (izmišljene scene/radnje) i što preciznije pratio mangu, anime je do sada adaptirano samo prvih dvanaest tomova. Džunko Koseki (urednik Nane) i Masao Marujama (bivši predsednik studija Madhouse) su rekli da će druga sezona najverovatnije izaći kada se manga završi.

### Albumi inspirsani Nanom
Nana je inspirisala nekoliko albuma. Najpoznatiji je LOVE for NANA („Ljubav za Nanu”). Nekoliko poznatih umetnika su imali udeo u ovom albumu, uključujući Glen Matlok (Sex Pistols). Sa druge strane, albumi PUNK NIGHT-from "NANA" („Pank noć-od Nane”) i NANA's song is my song („Nanina pesma je moja pesma”) su delo manje poznatih umetnika. 

### Ljubav za Nanu
1. / (Tošihiko Takamizava  iz The Alfee)
2. / ( za )
3. (Kaela Kimura) za BLACK STONES)
4. / ( za )
5. / ( za )
6. / ( za )
7. (Bambino) / (Tomoyasu Hotei i Miho Moribajaši za TRAPNEST)
8. / (Glen Matlok, The Philistines i Holi Kuk za BLACK STONES)
9. / (Skaj Svitnam za TRAPNEST)
10. (reimej džidaj) / (Japaharinet za )
11. / ( za )
12. / ( za )
13. / (Ai Ocuka za TRAPNEST)

### Video igre
Postoji Nana igra za PlayStation 2 (PS2) platformu, kompanije Konami, objavljene 17. marta 2005. godine, kao i PlayStation Portable (PSP) igra, Nana: Everything Is Controlled By The Great Demon King!?, objavljene 6. jula 2006. godine. Naredne godine, juna 2007, izašla je igrica za Nintendo DS, Nana: Live Staff Mass Recruiting! Beginners Welcome. 

## Popularnost
Tomovi 19 i 20 su bili treći i peti najprodavaniji manga serijali u 2008. godini. Tomovi 1 i 2 su bili na Young Adult Library Services Association (YALSA) listi. Prodato je preko 22 miliona kopija prvih dvanaest tomova. Do 2008. godine prodato je, sveukupno, preko 43,600,000 kopija. U 2002. godini, manga je osvojila Shogakukan Manga Award za šodžo.

## Dodatna literatura
- Recenzija 1 knjige na
- Recenzija 15 knjige na
- Recenzija 16-18 knjige na
- Recenzija DVD set 1 na
- Recenzija DVD set 2 na

## Spoljašnje veze
- Zvanični sajt  Архивирано на веб-сајту  (7. јул 2009)
- Zvanični sajt mange
- Zvanični sajt animea
- Zvanični sajt filma
- Nana na